# Кінгсвілл (Техас)
Кінгсвілл (англ. Kingsville) — місто (англ. city) в США, в окрузі Клеберг штату Техас. Населення — 25 402 особи (2020).

## Географія
Кінгсвілл розташований за координатами 27°30′33″ пн. ш. 97°51′40″ зх. д. / 27.50917° пн. ш. 97.86111° зх. д. (27.509201, -97.861028).  За даними Бюро перепису населення США в 2010 році місто мало площу 35,89 км², з яких 35,82 км² — суходіл та 0,06 км² — водойми.

### Клімат
| Клімат : Кінгсвілл                                      | Клімат : Кінгсвілл | Клімат : Кінгсвілл | Клімат : Кінгсвілл | Клімат : Кінгсвілл | Клімат : Кінгсвілл | Клімат : Кінгсвілл | Клімат : Кінгсвілл | Клімат : Кінгсвілл | Клімат : Кінгсвілл | Клімат : Кінгсвілл | Клімат : Кінгсвілл | Клімат : Кінгсвілл | Клімат : Кінгсвілл |
| Показник                                                | Січ.               | Лют.               | Бер.               | Квіт.              | Трав.              | Черв.              | Лип.               | Серп.              | Вер.               | Жовт.              | Лист.              | Груд.              | Рік                |
| Абсолютний максимум, °C                                 | 33,9               | 36,7               | 39,4               | 42,2               | 41,7               | 43,9               | 41,7               | 42,2               | 43,9               | 38,3               | 36,7               | 33,9               | 43,9               |
| Середній максимум, °C                                   | 20,4               | 22,4               | 25,8               | 29,0               | 31,4               | 33,9               | 35,1               | 35,6               | 33,3               | 30,0               | 25,2               | 21,3               | 28,6               |
| Середній мінімум, °C                                    | 7,6                | 9,6                | 12,9               | 17,1               | 20,4               | 22,6               | 23,4               | 23,4               | 21,6               | 17,1               | 12,3               | 8,4                | 16,4               |
| Абсолютний мінімум, °C                                  | −11,7              | −6,7               | −4,4               | 0,6                | 4,4                | 12,2               | 17,2               | 15,6               | 8,3                | 0,0                | −2,8               | −12,2              | −12,2              |
| Норма опадів, мм                                        | 36                 | 43                 | 31                 | 42                 | 79                 | 80                 | 58                 | 66                 | 113                | 69                 | 41                 | 33                 | 691                |
| ------------------------------------------------------- | ------------------ | ------------------ | ------------------ | ------------------ | ------------------ | ------------------ | ------------------ | ------------------ | ------------------ | ------------------ | ------------------ | ------------------ | ------------------ |
| Джерело: https://wrcc.dri.edu/cgi-bin/cliMAIN.pl?tx4810 |                    |                    |                    |                    |                    |                    |                    |                    |                    |                    |                    |                    |                    |

## Демографія
Згідно з переписом 2010 року, у місті мешкало 26 213 осіб у 9095 домогосподарствах у складі 5932 родин. Густота населення становила 730 осіб/км².  Було 10354 помешкання (289/км²).
Расовий склад населення:
| - 78,4 % — білих - 4,4 % — чорних або афроамериканців - 2,7 % — азіатів - 0,7 % — корінних американців - 0,1 % — вихідців з тихоокеанських островів - 11,2 % — осіб інших рас |

До двох чи більше рас належало 2,5 %. Частка іспаномовних становила 71,4 % від усіх жителів.
За віковим діапазоном населення розподілялося таким чином: 24,8 % — особи молодші 18 років, 64,1 % — особи у віці 18—64 років, 11,1 % — особи у віці 65 років та старші. Медіана віку мешканця становила 27,6 року. На 100 осіб жіночої статі у місті припадало 103,4 чоловіків;  на 100 жінок у віці від 18 років та старших — 102,0 чоловіків також старших 18 років.
Середній дохід на одне домашнє господарство  становив 48 721 долар США (медіана — 36 306), а середній дохід на одну сім'ю — 55 453 долари (медіана — 43 815). Медіана доходів становила 40 482 долари для чоловіків та 25 478 доларів для жінок. За межею бідності перебувало 29,0 % осіб, у тому числі 33,5 % дітей у віці до 18 років та 13,6 % осіб у віці 65 років та старших.
Цивільне працевлаштоване населення становило 10 679 осіб. Основні галузі зайнятості: освіта, охорона здоров'я та соціальна допомога — 33,7 %, мистецтво, розваги та відпочинок — 11,9 %, роздрібна торгівля — 11,2 %.